# Прогресивни социјални рад

Прогресивни социјални рад је оријентација у социјалном раду која се фокусира на неправде у друштвеној теорији и пракси, које узрокују даље раслојавање и неједнаке прилике за сиромашне и друге осетљиве популације. Прогресивни социјални радници захтевају промену репресивних институција и праксу кроз социјални и политички активизам и организацију заједнице.